# Nikołaj Panin
Nikołaj Aleksandrowicz Panin-Kołomienkin, ros. Николай Александрович Панин-Коломенкин (ur. 8 stycznia 1872 w Chrienowoje, zm. 19 stycznia 1956 w Leningradzie) – rosyjski łyżwiarz figurowy, strzelec sportowy (pistolet dowolny 50 m) i trener łyżwiarstwa figurowego. Mistrz olimpijski z Londynu (1908), który zdobył pierwszy w historii złoty medal olimpijski dla Imperium Rosyjskiego.

## Biografia
W młodości Kołomienkin trenował wioślarstwo, kolarstwo, lekkoatletykę oraz gimnastykę. Łyżwiarstwo figurowe poznał w 1893 roku, gdy rozpoczął naukę na Petersburskim Uniwersytecie Państwowym. Zafascynowany nowo poznanym sportem szybko stał się jednym z najlepszych łyżwiarzy figurowych w kraju, jednak w obawie przed negatywnymi opiniami kolegów przez całą swoją karierę łyżwiarską używał pseudonimu Nikołaj Panin zamiast swojego prawdziwego nazwiska Kołomienkin.
W 1903 roku został wicemistrzem świata przegrywając ze Szwedem Ulrichem Salchowowem, który był dominatorem swojej konkurencji przez wiele lat. Następnie Panin zdobył brązowy medal mistrzostw Europy 1904 oraz srebrny medal mistrzostw Europy 1908 w Warszawie. Zdobył również sześć tytułów mistrza kraju w konkurencji solistów w latach 1901-05 i 1907. 
Podczas studiów na uniwersytecie Kołomienkin był wszechstronnym sportowcem, rywalizującym w kolarstwie, wioślarstwie, lekkoatletyce, pływaniu, jeździe na nartach, hokeju oraz grze w piłkę nożną. Po ukończeniu studiów na kierunku matematyka w 1898 roku Kołomienkin oprócz kariery łyżwiarskiej rozpoczął równolegle karierę strzelca, zdobywając 23 tytuły mistrza Rosji w strzelaniu z pistoletu (1906–1917). 

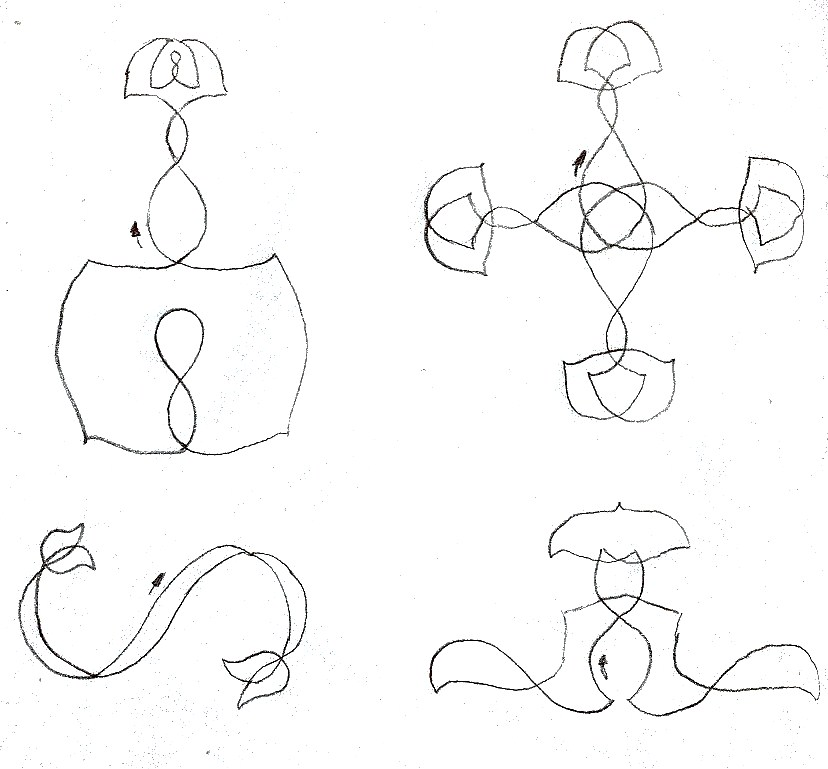
Figury wykonane przez Panina w pokazie specjalnym mężczyzn na igrzyskach olimpijskich (1908)

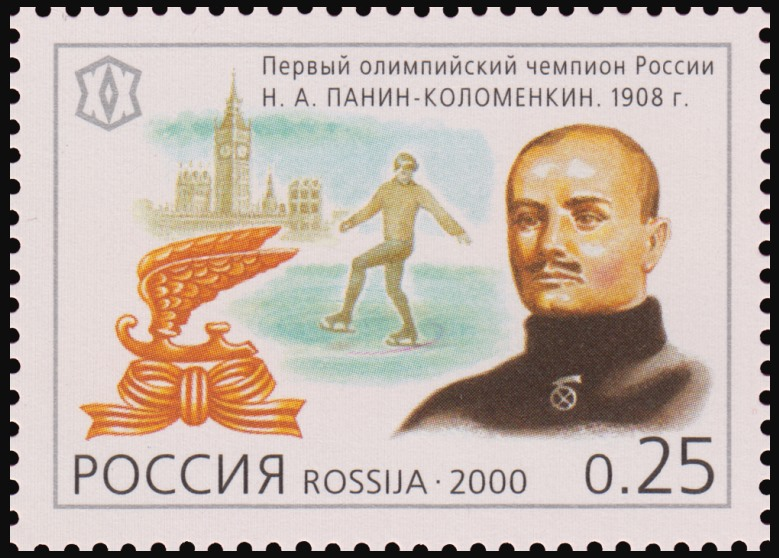
Znaczek pocztowy z wizerunkiem Panina (Rosja 1908)

Największym sukcesem Panina było zdobycie pierwszego złotego medalu dla Imperium Rosyjskieego na letnich igrzyskach olimpijskich w 1908 w Londynie w pokazie specjalnym mężczyzn. Na tych samych igrzyskach brał również udział w zmaganiach solistów. Panin zajmował drugie miejsce po pierwszej części zawodów – figurach obowiązkowych, ale wycofał się przed programem dowolnym. Nigdy nie podano oficjalnego powodu jego decyzji, jednak spekulowano, że był on rozczarowany sędziowaniem zawodów, które dały prowadzenie jego największemu rywalowi Szwedowi Ulrichowi Salchowowi lub po prostu z rywalizacji wykluczyła go choroba.
Po zdobyciu tytułu mistrza olimpijskiego w łyżwiarstwie figurowym zakończył karierę amatorską i zaczął pracę jako trener łyżwiarstwa. Ponadto wystartował na letnich igrzyskach olimpijskich w 1912, gdzie wystąpił w konkurencjach strzeleckich. W konkurencji strzelania z pistoletu dowolnego, 50 m zajął 8. miejsce, zaś drużynowo jego reprezentacja zajęła czwarte miejsce przegrywając medal brązowy zaledwie o 3 punkty. Warto dodać, że Kołomienkin był najlepszym strzelcem w swojej drużynie, zdobywając 469 z 1801 punktów.
W latach 1915–1917 Kołomienkin był sekretarzem generalnym Rosyjskiego Komitetu Olimpijskiego, a w latach 1919–1930 pracował na różnych stanowiskach finansowych w obwodzie piotrogradzkim (później leningradzkim) i rządach obwodowych. Od 1933 roku aż do śmierci Kołomienkin pracował jako kierownik działu łyżwiarstwa figurowego w Państwowym Instytucie Kultury Fizycznej im. Lesgafta (obecnie Państwowy Uniwersytet Wychowania Fizycznego, Sportu i Zdrowia im. Lesgafta w Petersburgu).

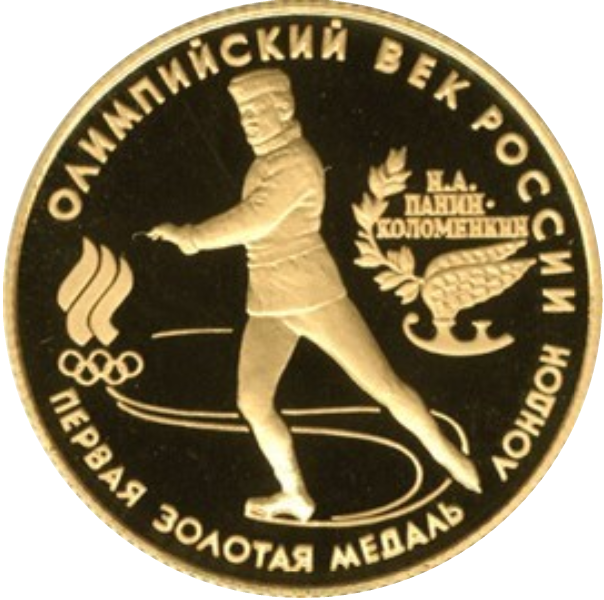
Pamiątkowa moneta upamiętniająca pierwszy złoty medal olimpijski dla Rosji (1993)

W 1993 roku, 37 lat po śmierci Kołomienkina, Rosja wydała monetę o nominale 50 rubli rosyjskich upamiętniając w ten sposób zdobycie pierwszego złotego medalu olimpijskiego w historii dla ich kraju. Na rewersie pamiątkowej monety przedstawiony został wizerunek Panina-Kołomienkina obok pierścieni olimpijskich, ognia, wieńca laurowego i łyżwy ze skrzydłami. W 2009 roku uhonorowano go w Światowej galerii Sławy Łyżwiarstwa Figurowego.

## Osiągnięcia

### Łyżwiarstwo figurowe

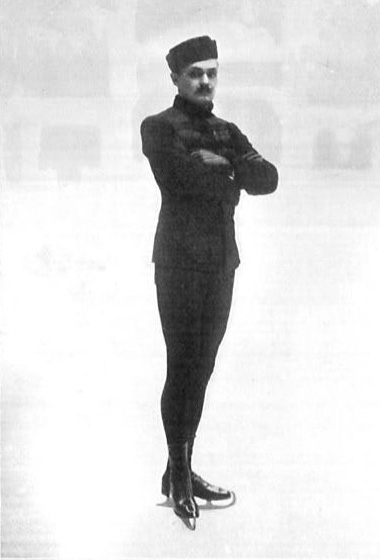
Nikołaj Panin na Letnich Igrzyskach Olimpijskich 1908

#### Soliści
| Zawody               | 1901           | 1902           | 1903           | 1904           | 1905           | 1906           | 1907           | 1908           |                |                |                |                |                |                |                |                |                |
| Międzynarodowe       | Międzynarodowe | Międzynarodowe | Międzynarodowe | Międzynarodowe | Międzynarodowe | Międzynarodowe | Międzynarodowe | Międzynarodowe | Międzynarodowe | Międzynarodowe | Międzynarodowe | Międzynarodowe | Międzynarodowe | Międzynarodowe | Międzynarodowe | Międzynarodowe | Międzynarodowe |
| -------------------- | -------------- | -------------- | -------------- | -------------- | -------------- | -------------- | -------------- | -------------- | -------------- | -------------- | -------------- | -------------- | -------------- | -------------- | -------------- | -------------- | -------------- |
| Igrzyska olimpijskie |                |                |                |                |                |                |                | WD             |                |                |                |                |                |                |                |                |                |
| Mistrzostwa Świata   |                |                | 2              |                |                |                |                |                |                |                |                |                |                |                |                |                |                |
| Mistrzostwa Europy   |                |                |                | 3              |                |                |                | 2              |                |                |                |                |                |                |                |                |                |
| Krajowe              |                |                |                |                |                |                |                |                |                |                |                |                |                |                |                |                |                |
| Mistrzostwa Rosji    | 1              | 1              | 1              | 1              | 1              |                | 1              |                |                |                |                |                |                |                |                |                |                |

#### Pokaz specjalny mężczyzn
| Igrzyska olimpijskie | 1 |

### Strzelectwo

#### Pistolet dowolny, 50 m
| Igrzyska olimpijskie | 8 |

#### Pistolet dowolny, 50 m drużynowo
| Igrzyska olimpijskie | 4 |

## Nagrody i odznaczenia
- Światowa Galeria Sławy Łyżwiarstwa Figurowego – 2009[7]